# Децентрализованный общественный орган услуг транспорта

Децентрализованный общественный орган услуг транспорта (исп. Servicios y Transportes OPD) — пара-государственная компания, в чьи функции входит организовывать общественный транспорт в городах Гвадалахара, Мехико и некоторых муниципалитетах. В настоящее время она предоставляет услуги по городским и пригородным маршрутам, соединяющим города с муниципалитетами Сапопан, Тлакепаке и Тонала.

## История
- Дата официального основания компании — 23 июля 1941 года, под названием «Union of Peronnees AC».
- Новое название компания получила в 1990 году[1]

.